# Objetivo: eliminar al "Rana"
Objetivo: eliminar al "Rana" es una historieta serializada entre 1975 y 1976 del dibujante de cómics español Francisco Ibáñez protagonizada por Mortadelo y Filemón.

## Sinopsis
"El Rana", el orondo y vengativo jefe de la organización enemiga H.I.G.O. (Hermandad Internacional Gamberros Orbitales), trata de asesinar al Súper. Mortadelo y Filemón se infiltrarán en el H.I.G.O. y una vez dentro podrán eliminar al "Rana", pero no les resultara tan fácil como pensaban acabar con este escurridizo enemigo. Al "Rana" se le conoce por su facilidad por salir indemne de situaciones peligrosas sin ni siquiera desearlo; de ahí su nombre.

## Influencia
El esquema general de la historieta y varios gags se repiten la historieta El tirano.

## Alusiones
En la sexta viñeta de la página 42 aparece el político estadounidense Henry Kissinger. 